# Brixen im Thale
Brixen im Thale is een gemeente in het Oostenrijkse district Kitzbühel in de deelstaat Tirol. De gemeente heeft 2757 inwoners en kan plaats bieden aan 3200 wintersporters. De gemeente ligt circa veertig kilometer van de Duits-Oostenrijkse grens.

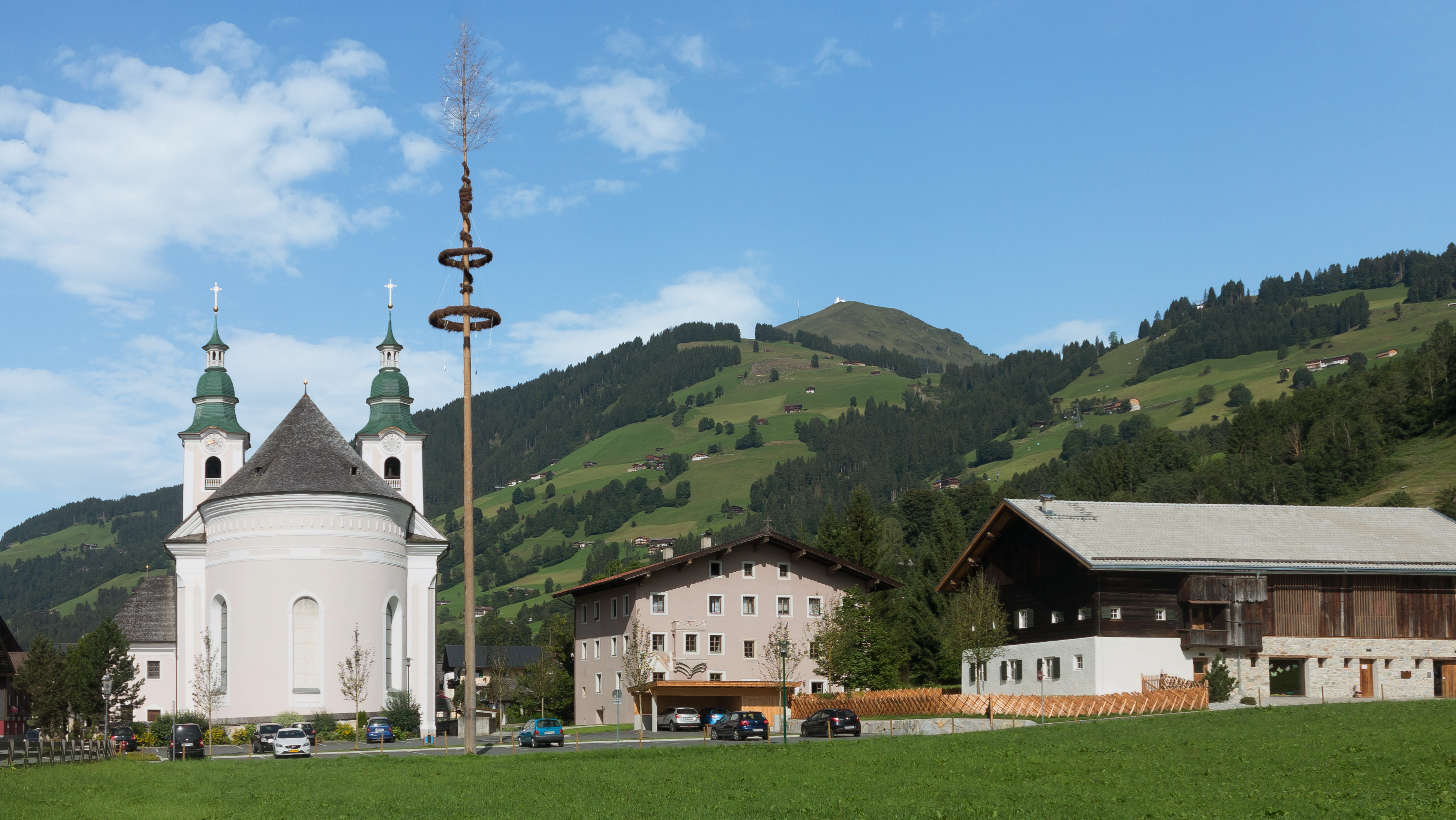
De kerk van Brixen im Thale in de zomer

De letterlijke vertaling voor het woord Brixen im Thale is Brixen in het dal.

## Skiwelt Skigebied

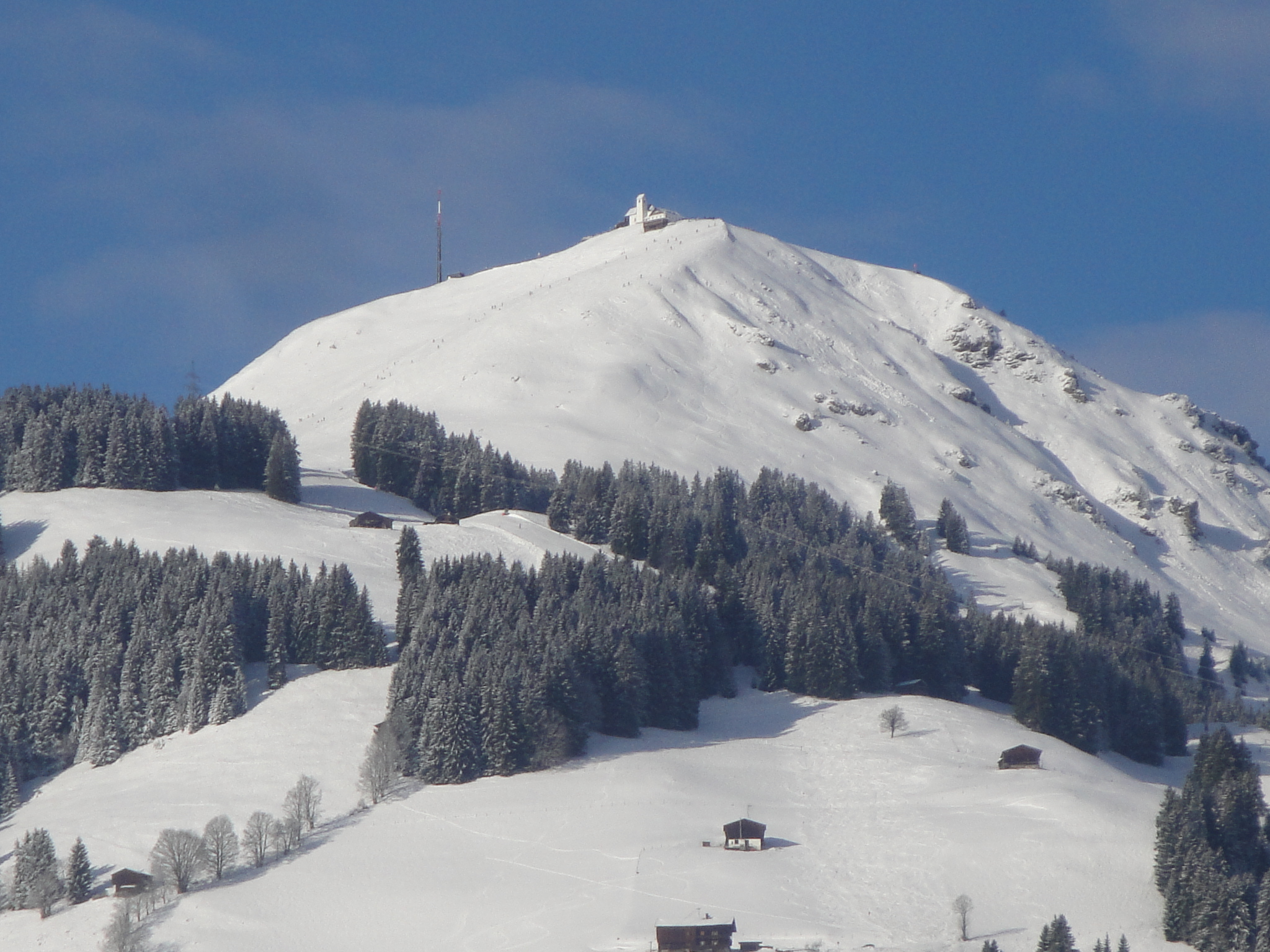
Hohe Salve

Het skigebied rond Brixen im Thale heet Skiwelt en bestaat uit de plaatsen Brixen im Thale, Ellmau, Going am Wilden Kaiser, Hopfgarten, Itter, Kelchsau, Scheffau, Söll en Westendorf. Samen vormen zij het Brixental, met 279 km piste het grootste samenhangende skigebied in Oostenrijk genaamd SkiWelt. Het skigebied heeft circa 91 skiliften. De hoogste berg in de gemeente, de Hohe Salve is 1828 meter hoog.

## Geschiedenis
De geschiedenis van Brixen begint al in de late bronstijd. Het is een van de oudste nederzettingen van het Tiroler laagland. De Keltische bijl die in Brixen gevonden werd siert tegenwoordig het gemeentewapen.
Vanaf 15 v.Chr. tot de Beierse kolonisatie die in de zesde eeuw begon, behoorde Brixen tot het Romeinse Rijk, waarin vooral Latijn werd gesproken. In de voorchristelijke millennia werd Brixen im Thale gekoloniseerd door de Kelten.
- Gemeinsame Normdatei: 4215458-3
- Library of Congress Control Number: nr88011740
- Nationale Bibliotheek van Tsjechië: ge691994
- Nationale Bibliotheek van Israël: 987007538023505171
- Virtual International Authority File: 132031722

Aurach bei Kitzbühel ·
Brixen im Thale ·
Fieberbrunn ·
Going am Wilden Kaiser ·
Hochfilzen ·
Hopfgarten im Brixental ·
Itter ·
Jochberg ·
Kirchberg in Tirol ·
Kirchdorf in Tirol ·
Kitzbühel ·
Kössen ·
Oberndorf in Tirol ·
Reith bei Kitzbühel ·
Schwendt ·
St. Jakob in Haus ·
St. Johann in Tirol ·
St. Ulrich am Pillersee ·
Waidring ·
Westendorf